# Bussy Mansel
Bussy Mansel (* 22. November 1623; † 5. Mai 1699) war ein walisischer Militär und Politiker. Es gelang ihm über 50 Jahre lang, während des Bürgerkriegs, des Commonwealth, nach der Stuart-Restauration und nach der Glorious Revolution eine bedeutende politische Rolle in Südwales zu spielen. 

## Herkunft
Bussy Mansel entstammte einer Seitenlinie der walisischen Familie Mansel. Er war der zweite Sohn von Arthur Mansel, dem dritten Sohn von Thomas Mansel von Margam Abbey. Mansels Vater hatte durch seine Heirat mit Jane Price, der Tochter und Erbin von William Price, die Besitzungen von Briton Ferry bei Neath in Glamorgan erworben. Seinen ungewöhnlichen Vornamen erhielt Bussy wahrscheinlich von seinem Großvater Thomas Mansel, der in zweiter Ehe Jane Bussy geheiratet hatte. Sein Vater starb bereits vor 1628, und nach dem Tod seines älteren Bruders Thomas 1631 war Bussy Mansel der Erbe von Briton Ferry. Um 1631 heiratete seine Mutter in zweiter Ehe Anthony Mansel, einen Cousin ihres ersten Mannes. Sie starb 1638.

## Rolle im Bürgerkrieg und während des Commonwealth of England
Sein Stiefvater Anthony Mansel war zu Beginn des Bürgerkriegs ein führender Unterstützer des Königs in Südwales, fiel jedoch bereits 1643. Nachdem sein Stiefonkel Francis Mansell das Erbe seines Bruders geregelt hatte, wurde auch Bussy Mansel trotz seiner Jugend einer der führenden königlichen Parteigänger in Glamorgan. Aufgrund der Ausschreitungen der königlichen Truppen und der Niederlagen des Königs stellte er sich jedoch  im Herbst 1645 zunächst auf die Seite der Peace Army, die Südwales aus den Kriegswirren heraushalten wollte, ehe er im November 1645 offen auf die Seite des Parlaments wechselte. Am 22. April 1646 wurde er für das Parlament Sheriff von Glamorgan und befehligte unter dem Oberbefehl von Thomas Fairfax die Truppen des Parlaments in Glamorgan. Als Republikaner bekleidete er danach verschiedene Ämter in Wales. Er war Oberst der Miliz und gehörte zusammen mit Rowland Dawkins, Philip Jones und seinem Schwager Edward Pritchard zu den führenden Männern von Südwales. Am 25. Juni 1651 wurde er Mitglied des High Court of Justice, um gegen Gegner des Commonwealth of England vorzugehen, und 1653 wurde er Mitglied des Parlaments der Heiligen. Im Parlament wehrte er sich jedoch die Auflösung des Parlaments durch Cromwell, wenn er nicht sogar zu den Fifth Monarchy Men gehörte. Nach der Auflösung des Parlaments blieb er einer der führenden Vertreter des Commonwealth in Südwales, doch nahm er spätestens im Oktober 1658 durch den Agenten Thomas Stradling Kontakt mit den Royalisten auf. 1659 wurde er zwar noch zum Kommandanten der Miliz von Südwales ernannt, doch bereitete er zu dieser Zeit bereits mit die Rückkehr von König Karl II. vor. 

## Nach der Stuart-Restauration
Bei der Wahl zum Convention Parliament 1660 konnte Bussy Mansel sich in Cardiff gegen Herbert Evans durchsetzen, trat jedoch bei der Wahl im folgenden Jahr nicht erneut an. Im Gegensatz zu Dawkins und Jones wurden 1662 bei den königlichen Untersuchungen zur Rolle der führenden Beamten während des Commonwealth keine Klagen gegen Bussy Mansel erhoben. Er wurde Friedensrichter und bekleidete kleinere Regierungsämter, während ab 1670 sein Cousin Edward Mansel von Margam Abbey Knight of the Shire für Glamorgan war. 
Von 1677 bis 1678 war Bussy Mansel erneut Sheriff von Glamorgan. Politisch stand er den Whigs nahe und war ein Gegner der Thronfolge des katholischen Jakob II. Nach der Auflösung des Kavalierparlaments 1679 kandidierte er anstelle seines Cousins Edward Mansel erfolgreich als Knight of the Shire für Glamorgan. Bei der Parlamentswahl 1681 konnte er sich in Cardiff gegen den bisherigen Abgeordneten Robert Thomas durchsetzen. Nach der Thronbesteigung von Jakob II. verlor er als Gegner des Königs sein Amt als Friedensrichter und verzichtete vorsichtshalber bei der Parlamentswahl 1685 auf eine erneute Kandidatur. Während der Rebellion des Duke of Monmouth im selben Jahr wurde er kurzzeitig verhaftet, doch rasch wieder freigelassen. Nach dem Sturz von Jakob II. durch die Glorious Revolution  wurde Bussy Mansel 1689, 1696 und 1698 wieder als Knight of the Shire für Glamorgan gewählt. Er war zwar im Parlament zurückhaltend, doch berichtete er seinem Cousin Edward Mansel regelmäßig aus London. 
Bussy Mansel galt zeitlebens nicht als sonderlich religiös, war jedoch bereits während des Commonwealth gegenüber religiösen Minderheiten wie den Dissentern tolerant. Er unterstützte den Bau von zwei freikirchlichen Kapellen, dazu unterstützte er 1682 die Gründung einer Grammar School in Swansea. Wie bereits sein Stiefvater Arthur Mansel förderte er den Kohlebergbau auf seinen Besitzungen.

## Familie und Nachkommen
In erster Ehe heiratete er am 17. April 1646 Catherine Perry, eine Tochter von Hugh Perry aus London und Witwe von Sir Edward Stradling, 3. Baronet von St Donat’s Castle. Mit ihr hatte er einen Sohn und eine Tochter. In zweiter Ehe heiratete er um 1678 Anne. 
Er wurde in Briton Ferry begraben. Da sein einziger Sohn Thomas bereits 1684 gestorben war, erbte dessen Sohn, sein Enkel Thomas seine Besitzungen.